# Štapići za jelo
Štapići za jelo kratki su šiljasti štapići, koji se koriste u parovima jednake duljine kao tradicionalni pribor za jelo u Kini, Japanu, Vijetnamu i na Korejskom poluotoku. Također se koriste u dijelovima Nepala, kao i u područjima Tajlanda, Laosa, Filipina, Singapura i Mijanmara, gdje živi značajan broj Kineza.
Štapići potječu iz drevne Kine, iako je točno razdoblje njihova nastanka još uvijek predmet rasprave među povjesničarima i arheolozima. Najstariji sačuvani štapići potječu iz dinastije Shang (1766.-1122. pr. Kr.), ali su se koristili za kuhanje i posluživanje hrane, a ne kao pribor za jelo. Pretpostavlja se da su se štapići kao pribor za jelo počeli koristiti za vrijeme dinastije Han, dok su u široku upotrebu ušli za vrijeme dinastije Ming.
Standardni štapići dugi su oko 20 cm. Postoje i veći štapići koji su dugi između 30 i 40 cm. Takvi štapići se u Japanu nazivaju ryoribashi, dok se štapići koji se koriste za prijenos hrane u jela za posluživanje nazivaju saibashi.
Štapići se izrađuju od raznih materijala, najčešće od bambusa, drveta i plastike, ali i od metala, porculana, žada, slonovače, kosti itd.
Pravilno se drže štapići, tako da prvi štapić leži u korijenu palca, između prstenjaka i srednjeg prsta. Prilikom uzimanja hrane ovaj štapić ne treba pomicati. Drugi štapić drži se s tri prsta kao olovka i samo se njime treba pomicati pri uzimanju hrane. Kad se ne koriste, štapići se ostavljaju s desne strane ili ispod tanjura, prema kineskom običaju.
Samo u Kini, prema procjenama, godišnje se proizvede oko 45 milijardi pari jednokratnih štapića koji se nakon upotrebe bacaju. Za njihovu proizvodnju potrebno je posjeći preko 25 milijuna stabala. Kineska vlada pokušava smanjiti proizvodnju jednokratnih štapića za jelo, pozivajući restorane da koriste štapiće za višekratnu upotrebu. Kako bi se smanjila proizvodnja, uveden je porez od 5% na jednokratne štapiće.

## Galerija
- Razni štapići za jelo
- Držanje štapića za jelo
- Jedenje štapićima za jelo
- Jedenje sušija štapićima